# Dolina Meshok
Dolina Meshok (englische Transkription von russisch Долина Мешок Dolina Meschok, deutsch ‚Taschental‘) ist ein Tal in den Prince Charles Mountains des ostantarktischen Mac-Robertson-Lands. Es liegt unmittelbar nordwestlich des Mount Ruker auf.
Russische Wissenschaftler benannten es deskriptiv.